# 大網白里市立白里中学校
大網白里市立白里中学校（おおあみしらさとしりつしらさとちゅうがっこう）は、千葉県大網白里市細草にある公立中学校。

## 沿革
- 昭和22年5月10日 六三制の学制実施により白里農業水産青年学校を改称して「白里中学校」として発足
- 昭和23年5月10日 新校舎一期工事完成　2・3年生移動
- 昭和24年8月18日 新校舎焼失
- 昭和25年8月10日 新校舎落成
- 昭和26年4月10日 中学校内に東金高等学校（定時制）が開校
- 昭和29年12月1日 町村合併により「大網白里町立白里中学校」に改称
- 昭和30年10月1日 図書館落成
- 昭和39年3月25日 技術室落成
- 昭和44年8月6日 プール落成
- 昭和52年3月31日 新校舎校（普通教室）落成
- 昭和57年2月6日 特別教室棟落成
- 平成3年3月26日 技術室大規模改修工事
- 平成4年9月23日 テレビ共聴施設完成 各普通教室にテレビ受像機設置
- 平成5年12月27日 LL教室をコンピュータ室に改造
- 平成6年2月19日 部室新築
- 平成7年1月31日 体育館大規模改修工事
- 平成8年7月5日 屋外運動場整備工事
- 平成9年1月21日 正門前駐車場整備工事
- 平成17年3月24日 プール改修工事
- 平成17年8月31日 自転車置き場屋根改修工事
- 平成18年8月25日 自転車小屋塗り替え工事
- 平成19年6月25日 屋内運動場扉補修工事
- 平成19年8月31日 校舎等補修工事・駐車場改修工事 給食室補修工事
- 平成22年3月5日 校内LAN工事改修工事
- 平成23年4月1日 学校給食民間委託開始
- 平成24年3月26日 受水槽耐震部品交換工事
- 平成25年1月1日 大網白里市立白里中学校に改称
- 平成26年2月7日 普通教室耐震改修工事
- 平成27年5月1日  生徒数178名[2]

## 教育目標
健やかな生徒の育成

## 著名な出身者
- 宮間あや - 女子プロサッカー選手、サッカー日本女子代表経験者[3]。

## 所在地
〒299-3242 千葉県大網白里市細草1385-1